# 二十世紀報
《二十世纪》，是一份比利时天主教日报，由乔治·赫勒普特（Georges Helleputte）、约瑟夫·德乌尔塞（Joseph d'Ursel）、阿塔纳斯·德·布罗克维尔（Athanase de Broqueville）于1895年创办并发行至1940年，立场偏保守主义。它于1928年推出的副刊 《小二十世纪》是著名漫画《丁丁历险记》的诞生地。